# Dragstrup Vig
Dragstrup Vig er en ca 3 km bred og 5 km dyb vig i Limfjorden på vestsiden af Mors, cirka 12 km vest for Nykøbing Mors. Vigen afgrænses nod nord af Revlskær Hage dér, hvor fjorden fortsætter mod nord gennem Vilsund. På nordkysten, tæt ved bunden af vigen, har Lyngbro Bæk sit udløb efter at være løbet gennem det lille Jølby Nor. Langs østkysten ligger Dragstrup Plantage og lige bag den landsbyen Dragstrup.
Kysten langs den sydlige del af vejen er et internationalt naturbeskyttelsesområde (nummer 42) under Natura 2000-projektet, og er både fuglebeskyttelsesområde og EU-habitatområde. Ved sydkysten af vigen ligger også landsbyen Tæbring, hvor den lille bæk Votborg Å har sit udløb. Længst mod vest ligger Mågerodde, hvorfra Limfjorden fortsætter mod syd gennem Visby Bredning. Over for Mågerodde, i Thy, ligger det lille Næsbjerg på Gudnæs Hage, og længere mod vest ligger Bedsted.